# اد رابرتس (کنشگر)
ادوارد ورن رابرتس (انگلیسی: Edward Verne Roberts؛ ۲۳ ژانویه ۱۹۳۹ – ۱۴ مارس ۱۹۹۵) یک فعال حقوق بشر اهل ایالات متحده آمریکا بود. او اولین کسی است که باوجود ناتوانی جسمی شدید موفق به تحصیل در دانشگاه کالیفرنیا برکلی شد. او رهبری پیشگام در جنبش حقوق ناتوانان جسمی بود.

## زندگی
اد رابرتس در سن ۱۴ سالگی مبتلا به فلج شد و از گردن به پایین توانایی حرکت را از دست داد. او در طول روز از یک صندلی چرخدار ویژه با ماسک استفاده می‌کرد و شب‌ها با یک ریه آهنی ۸۰۰ کیلویی به خواب می‌رفت. علی‌رغم محدودیت‌هایش او تحصیلات خود را از طریق ارتباط تلفنی و چند ساعت در هفته حضور مستقیم ادامه داد. مادر او، «زونا» مشوق او در این تلاش و پایداری بود.

## کنشگری
از اد رابرتس اغلب به عنوان پدر «جنبش زندگی مستقل» نام می‌برند. فعالیت‌های اجتماعی رابرتس به صورت جدی از اوایل دبیرستان آغاز شد، زمانی که دیپلم او به دلیل ناتوانی در درس تربیت بدنی و رانندگی رد شد. پس از دادخواهی، نه تنها او دیپلم خود را کسب کرد بلکه با ادامه تحصیل در کالج، به اولین دانش آموزی تبدیل شد که با معلولیت‌های شدید در دانشگاه کالیفرنیای برکلی حضور یافت. او دیگر دانشجویان برکلی با معلولیت‌های شدید را در ایجاد یک برنامه آموزشی مناسب برای دانشجویان ناتوان جسمی هدایت کرد که اولین در نوع خود بود.
در ادامه رابرتس موفق به کسب لیسانس و کارشناسی ارشد در رشته علوم سیاسی از دانشگاه برکلی شد و سپس دوباره به رهبری «مرکز زندگی مستقل» در برکلی بازگشت، که پس از آن مراکز مشابه بسیاری در سراسر آمریکا از آن الهام گرفتند. در سال ۱۹۷۶ فرماندار جری براون او را به سمت مدیر بخش «توانبخشی حرفه‌ای کالیفرنیا» منصوب کرد. او در سال ۱۹۸۳ به برکلی برگشت و یکی از بنیانگذاران «مؤسسه جهانی ناتوانان جسمی» شد.
او به روسیه، استرالیا، ژاپن و فرانسه سفر کرد تا به افزایش آگاهی‌های عمومی دربارهٔ فلسفه زندگی مستقل برای افراد معلول کمک کند. در سال ۱۹۸۴ او یک کمک مالی از بنیاد مک آرتور دریافت کرد که از آن برای فعالیت‌های خود در موسسه‌اش استفاده کرد.

## درگذشت
رابرتس در ۱۴ مارس ۱۹۹۵ در سن ۵۶ سالگی بر اثر ایست قلبی درگذشت.